# Олександр Архипенко (монета)
«Олекса́ндр Архи́пенко» — ювілейна монета номіналом 2 гривні, випущена Національним банком України. Присвячена живописцю, графіку, одному з найвідоміших скульпторів ХХ століття, одному з основоположників модерних стилів у скульптурі ХХ ст. та провіднику мистецької революції — Олександру Порфировичу Архипенку.
Монету введено в обіг 9 листопада 2017 року. Вона належить до серії «Видатні особистості України».

## Опис та характеристики монети
| Номінал грн. | Метал      | Маса, грам | Діаметр, мм. | Якість виготовлення       | Гурт     | Тираж, штук |
| ------------ | ---------- | ---------- | ------------ | ------------------------- | -------- | ----------- |
| 2            | нейзильбер | 12,8       | 31           | спеціальний анциркулейтед | рифлений | 30 000      |

### Аверс
На аверсі монети розміщено: угорі малий Державний Герб України, над яким — рік карбування монети «2017»; півколом написи: «УКРАЇНА» (ліворуч) та номінал «2 гривні» (праворуч), під яким логотип Банкнотно-монетного двору Національного банку України; на дзеркальному тлі — стилізовану композицію: руки митця, який моделює скульптуру.

### Реверс
На реверсі монети зображено портрет Олександра Архипенка, праворуч від якого роки його життя 1887 o 1964 (вертикально внизу), стилізовану скульптурну роботу Архипенка та написи півколом: ОЛЕКСАНДР (унизу) АРХИПЕНКО (праворуч).

## Автори
- Художник — Микола Кочубей.

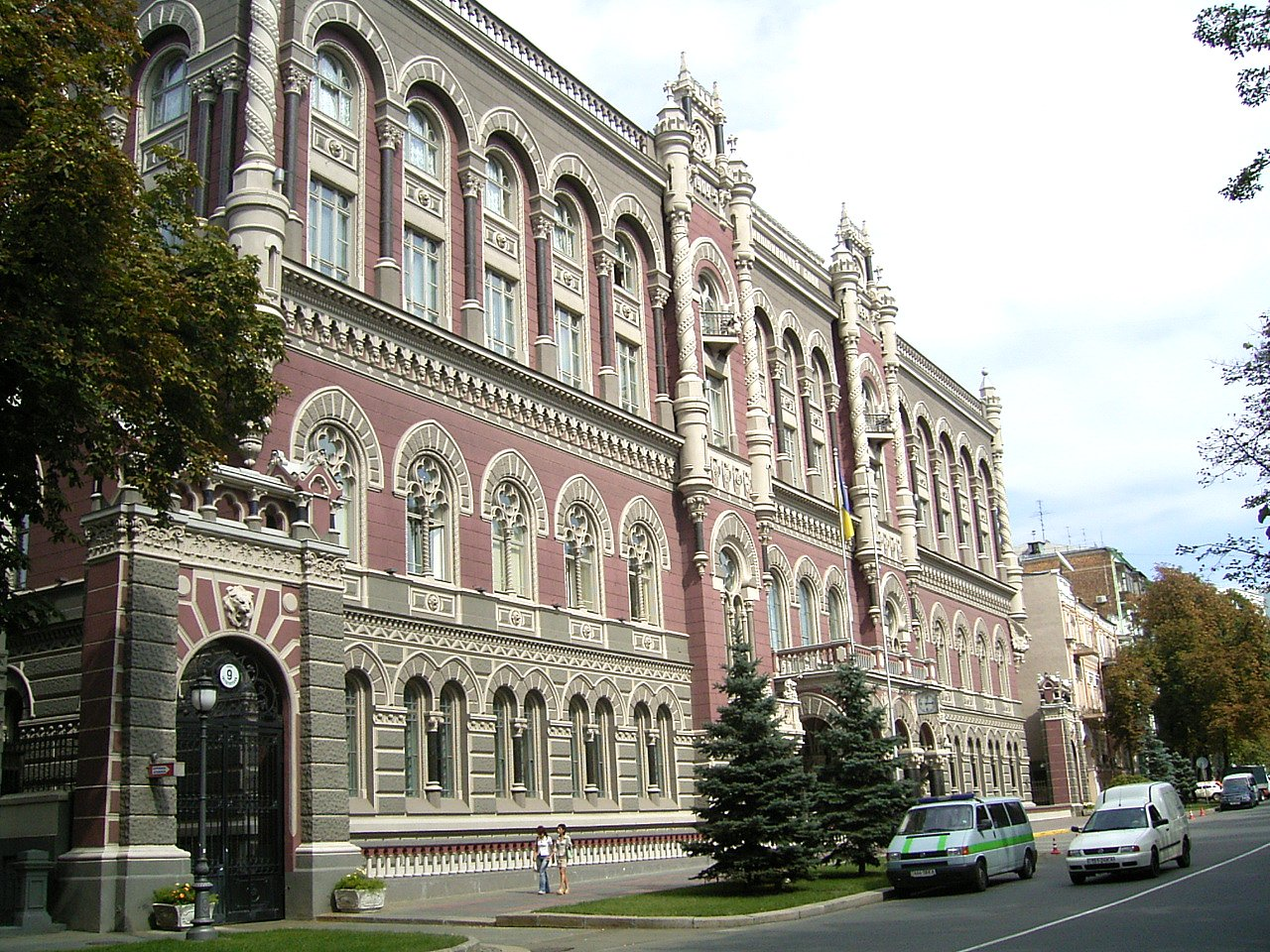
Будівля Національного банку України

- Скульптори: Дем'яненко Володимир, Володимир Атаманчук.

## Вартість монети
Під час введення монети в обіг 2017 року, Національний банк України реалізовував монету через свої філії за ціною 35 гривень.
Фактична приблизна вартість монети, з роками змінювалася так:
| Рік        | 2018 | 2019 | 2020 | 2021 | 2022 | 2023 | 2024 | 2025 |
| ---------- | ---- | ---- | ---- | ---- | ---- | ---- | ---- | ---- |
| Ціна, грн. | 45   | 45   | 50   | 50   | 50   | 75   | 125  | 235  |